# Pandora (piosenkarka)

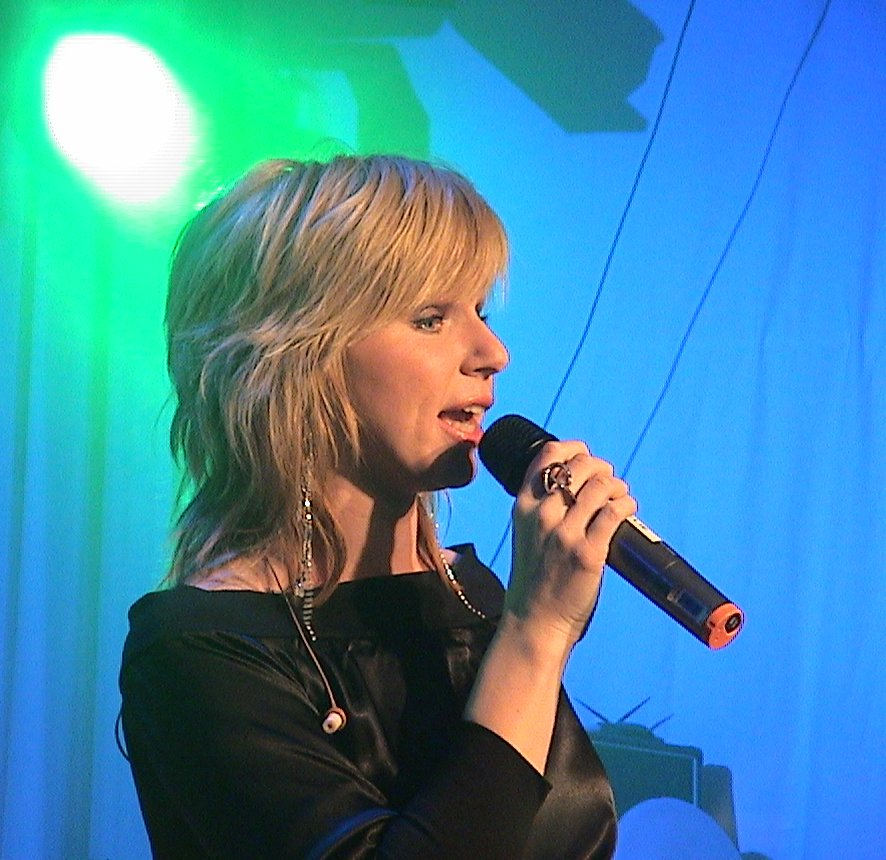
Pandora (piosenkarka)

Pandora, właśc. Anneli Magnusson (ur. 20 czerwca 1970) – szwedzka piosenkarka.
Mieszkała razem z rodzicami i czworgiem rodzeństwa w małym miasteczku Björkbacken. W wieku 16 lat zaczęła studiować w Collage Of Music w Västerås niedaleko Sztokholmu. Jesienią 1993 podpisała kontrakt ze szwedzką wytwórnią płytową i wydała debiutancki singel "Trust Me", który został skomponowany i wyprodukowany przez Sir Martin & The Dr. Maxx Family. Dostał się prosto na szwedzkie listy przebojów, został najlepiej sprzedającym się singlem roku i zdobył miano złotej płyty. Album "One Of A Kind" wydany w październiku 1993 przyniósł piosenkarce wielką sławę i zyskał miano złotej płyty w Szwecji i Finlandii.

## Albumy
- One of a Kind (wrzesień 1993)

1. Intro – I'm Beginning To Fly
2. Another Party
3. Trust Me
4. Going To The Top
5. Come On And Do It
6. One Of A Kind
7. Get Your Chance
8. Promise
9. Dizzharmonie
10. Join Me Now
11. Something's Gone
12. Trust Me (Club Extended)
13. Come On And Do It (The Funky Ride Version II)

- Tell the World (1995)

1. Intro: The Outer Reaches
2. Don't You Know
3. The Naked Sun
4. Tell The World
5. Love Is A Stranger
6. Don't Let Me
7. Take My Hand
8. Can't Fake The Feeling
9. Bedtime
10. Work
11. Rely
12. Kalahari
13. Don't You Know (Sir Family Extended)

- Tell the World (Japonia)

- Changes (1997)

1. It's Alright
2. A Little Bit
3. Single Life
4. The Sands Of Time
5. Anything
6. Why
7. Any Time Of Season
8. Smile 'n' Shine
9. If You Want It (Come And Get It)
10. Goin' On
11. Love And Glory
12. Waves Of Memories (Epilogue)

- Best of Pandora (1997)

1. Trust Me
2. Tell The World
3. Come On And Do It
4. Don't You Know
5. One Of A Kind
6. The Naked Sun
7. Something's Gone (R. Dancet)
8. Take My Hand
9. One Of Us
10. Going To The Top
11. Love Is A Stranger
12. Get Your Chance
13. Rely
14. Come On And Do It (R. T. C. Mix)
15. Tell The World (S. O. Kalahari)
16. The Naked Sun (B. H. Camp)
17. Don't You Know (P. P's A. Cut)
18. Something's Gone

- This Could Be Heaven (1998)

1. Single Life
2. Everybody's Livin It up
3. Shout It Out
4. Show Me What You Got
5. Great Life
6. If This Isn't Love(What Is It)
7. This Could Be Heaven
8. Let It Go
9. The Love Of My Life
10. Mr Right
11. I'll Be There For you
12. I Welcome You
13. You Drive Me Crazy
14. I Feel Free

- Pandora's Hitbox (1998)

1. Don't You Know
2. Show Me What you Got
3. Smile 'n' Shine
4. A Little Bit
5. Tell The World
6. Spirit To Win
7. The Sands Of Time
8. If This Isn't Love(What Is It)
9. Bright Eyes
10. Single Life
11. Love And Glory
12. One Of Us

- Breathe (1999)

1. You'll Be Alright
2. My Own Way
3. You Don't Want To Know
4. Tell Me
5. Talk To Me
6. Freezone
7. Breathe
8. Mama
9. I Can Get It
10. Love Don't Need No Lies
11. A Broken Soul
12. Act Of Faith
13. Do You Want Me Back
14. Sayonara
15. This Could Be Heaven
16. The Love Of My Life

- Pandora Nonstop (1998)

1. This Could Be Heaven
2. Show Me What You Got
3. The Naked Sun
4. Work
5. Shout It Out
6. One Of Us
7. The Sands Of Time
8. Tell The World
9. You Don't Want To Know
10. A Little Bit (Radio Version)
11. Love And Glory
12. Single Life
13. Freezone
14. If This Isn't Love(What Is It)
15. You'll Be Alright
16. Bright Eyes
17. Smile 'n' Shine
18. The Love Of My Life
19. Love Is A Stranger
20. Don't You Know (The Sir Family Extended)

- Blue (1999)

1. A Little Bit
2. Act of Faith
3. Angel
4. Breathe
5. Bright Eyes
6. Freezone
7. I Can Get It
8. I Welcome You
9. If This Isn't Love
10. Kiss Me Goodnight
11. Love Don't Need No Lies
12. Mama
13. Sayonara
14. Single Life
15. Smile ´N´ Shine
16. Tell Me
17. The Love of My Life
18. This Could Be Heaven
19. You'll Be Alright

- No Regrets (1999 Japonia)

1. No Regrets
2. Will You Be There
3. How Will I (Get Over You)
4. I Won't Look Back
5. Midnight Sun
6. Close To You
7. On A Night Like This
8. Finally
9. Be My Man
10. I'm Sorry
11. Crazy Way About You
12. Get Ready
13. Every Night Is Friday Night
14. Nature Of Love

- A Little Closer (2000)

1. I Need To Know
2. Don't Worry
3. Every Second Beat (Duet z Erikiem Martinem, Mr. Big)
4. Anyway
5. Come A Little Closer
6. I Found Love
7. Believe In Me
8. Insanity
9. Will You...
10. U Can't Beat This
11. Now
12. Push

- Won't Look Back (2002)

1. I Won't Look Back
2. Don't Worry
3. I Found Love
4. Every Second Beat (Duet z Erikiem Martinem, Mr. Big)
5. Come A Little Closer
6. When I'm Over You
7. Crazy Way About You
8. I Need To Know
9. Nature Of Love
10. Believe In Me
11. Anyway
12. I'm The Better Woman

- Greatest Hits & Remixes (marzec 2004)

- 9 Lives (2005)

1. A Love Like This
2. Girl In A Daydream
3. Chapter One
4. Tomorrow Comes Too Soon
5. Best Friends
6. I'll Be Gone
7. You
8. When I'm Over You
9. Invisible Girl
10. Been All Around
11. You & I
12. I'm The Better Woman

## Single
- Trust Me (1993)
- Tell The World (1994)
- Come On And Do It (1994)
- Something's Gone (1994)
- One Of A Kind (1994)
- One Of Us (1995)
- Don't You Know (1995)
- The Naked Sun (1995)
- A Little Bit (1996)
- Smile'n Shine (1997)
- The Sands Of Time (1997)
- Single Life (1997)
- Show Me What You Got (1997)
- Spirit To Win (1998)
- This Could Be Heaven (1998)
- U Drive Me Crazy (1998)
- Mr Right (1998)
- Bright Eyes (1998)
- No Regrets (1999)
- You'll Be Allright (1999)
- Don't Worry (Niemcy) (2001)
- I Need To Know (2001)
- I Won't Look Back (Finlandia) (2002)
- You (marzec 2003)
- Don't Worry (Szwecja) (czerwiec 2003)
- I'm Confused (2004)